# السعودية في الألعاب الأولمبية الصيفية للشباب 2018
شاركت السعودية في الألعاب الأولمبية الصيفية للشباب 2018 المنعقدة في بوينس آيرس، الأرجنتين بين 6 و18 أكتوبر 2018.

## المنافسون
| الرياضة     | الذكور | الإناث | المجموع |
| ----------- | ------ | ------ | ------- |
| ألعاب القوى | 3      | 1      | 4       |
| المبارزة    | 1      | 0      | 1       |
| الكاراتيه   | 1      | 0      | 1       |
| السباحة     | 1      | 0      | 1       |
| التايكوندو  | 1      | 0      | 1       |
| رفع الأثقال | 1      | 0      | 1       |
| المجموع     | 8      | 1      | 9       |

## الكاراتيه
قامت المملكة العربية السعودية بتأهيل رياضي واحد بناءً على أدائه في إحدى دورات تأهيل الكاراتيه. 
وقد فاز محمد عسيري للمرة الأولى في تاريخ السعودية بالميدالية الذهبية لمنافسات وزن 61 كيلوغراماً.
- الذكور' -61 كلغ - محمد عسيري

| الرياضي    | الحدث         | الدور الإقصائي                 | الدور الإقصائي                   | الدور الإقصائي                | الدور الإقصائي | نصف النهائي                  | النهائي                         | النهائي |
| الرياضي    | الحدث         | النتيجة                        | النتيجة                          | النتيجة                       | الترتيب        | النتيجة                      | النتيجة                         | الترتيب |
| ---------- | ------------- | ------------------------------ | -------------------------------- | ----------------------------- | -------------- | ---------------------------- | ------------------------------- | ------- |
| محمد عسيري | ذكور' -61 كلغ | عبد الله حماد (الأردن) · D 0–0 | رودريغو تيلو (الأرجنتين) · W 2–0 | فهيك فيسيلي (مقدونيا) · W 4–0 | 1              | أسامة إداري (المغرب) · W 2–0 | ماساكي ياموكا (اليابان) · W 8–0 | الأول   |

## التايكوندو
| الرياضي           | الحدث       | دور الـ16 | ربع النهائي                      | نصف النهائي | النهائي  | النهائي  |
| الرياضي           | الحدث       | النتيجة   | النتيجة                          | النتيجة     | النتيجة  | الترتيب  |
| ----------------- | ----------- | --------- | -------------------------------- | ----------- | -------- | -------- |
| هشام بندر بن دوخي | ذكور−63 كلغ | قالب:Bye  | غابرييل كولو (إيطاليا) · L 15-18 | لم يتأهل    | لم يتأهل | لم يتأهل |